# Загориче (община Демир Хисар)
 Тази статия е за селото в Северна Македония.  За селото в България вижте Загориче.  За селото в Гърция вижте Загоричани.
Загориче (на македонска литературна норма: Загориче) е село в община Демир Хисар, Северна Македония.

## География
Разположено е на 670 m в южната част на община Демир Хисар. От общинския център Демир Хисар селото отстои на 6 km, а от пътя Демир Хисар – Битоля 1,3 km. Землището на Загориче е 4,1 км2, от които обработваемите площи са 174,7 ha, пасищата заемат 177,6 ha, а горите 42,4 ha.

## История
В XIX век Загориче е изцяло българско село в Битолска кааза на Османската империя. Църквата в селото „Свети Никола“ е гробищен храм, общ със село Утово и е изградена в 1885 година. През 90-те години на XIX век Васил Кънчов отбелязва 16 къщи в Загориче и го нарича „Много красиво село“. Според статистиката на Кънчов („Македония. Етнография и статистика“) от 1900 година Загориче има 140 жители, всички българи християни.
На Етнографската карта на Битолския вилает на Картографския институт в София от 1901 година Загориче е чисто българско село в Битолската каза на Битолския санджак с 13 къщи.
Цялото население на селото е под върховенството на Българската екзархия. По данни на секретаря на екзархията Димитър Мишев („La Macédoine et sa Population Chrétienne“) в 1905 година в Загориче има 128 българи екзархисти.
През 1961 година Загориче има 247 жители, които през 1994 намаляват на 140, а според преброяването от 2002 година селото има 115 жители и е напът да се обезлюди напълно.

## Личности
Починали в Загориче
- Вичо Христов, български военен деец, майор, загинал през Първата световна война[9]
- Гошка Дацов (1885 – 1917), български художник